# Robin Ticciati
Robin Ticciati, OBE (Londen, 16 april 1983) is een Britse dirigent, violist, pianist en slagwerker met een Italiaanse achtergrond.

## Loopbaan
Robin Ticciato zat nog op de middelbare school en speelde in het National Youth Orchestra of Great Britain, toen hij al op 15-jarige leeftijd begon te dirigeren. Hij studeerde muziek aan Clare College van de Universiteit van Cambridge. Hij is niet opgeleid als dirigent, maar Sir Colin Davis en Sir Simon Rattle zagen zijn talent en traden op als zijn mentoren.
In 2005, het jaar waarin hem een 'Fellowship' van de Borletti Buitoni Trust werd toegekend, richtte hij het kamerensemble Aurora op. In dat jaar maakte hij ook een opvallend debuut in de Scala van Milaan door als 22-jarige in te vallen voor Riccardo Muti. Van 2006 tot 2009 was hij chef-dirigent en artistiek adviseur van het Gävle Symfoniorkester en van 2009 tot 2018 had hij die positie bij het Scottish Chamber Orchestra. Van 2010 tot 2013 was hij ook vaste gastdirigent bij de Bamberger Symphoniker. Hij vervulde gastdirecties bij vele andere orkesten, waaronder de Wiener Philharmoniker, het Symphonieorchester des Bayerischen Rundfunks, de Staatskapelle Dresden, het Gewandhausorchester Leipzig en het Rotterdams Philharmonisch Orkest.  
Sinds 2014 is Robin Ticciati muziekdirecteur van de Glyndebourne Festival Opera, nadat hij al van 2007 tot 2009 'Glyndebourne on Tour' geleid had. Sinds 2017 is hij daarnaast chef-dirigent van het Deutsches Symphonie-Orchester Berlin met een contract voor voorlopig vijf jaar.
Robin Ticciati is 'Sir Colin Davis Fellow of Conducting' bij de Royal Academy of Music. Bij de 'Queen's Birthday Honours 2019' werd hem de Orde van het Britse Rijk (OBE) verleend. 

## Familie
Zijn grootvader Niso Ticciati (1924-1972) was componist, arrangeur, cellist en pianist in Rome. Zijn oudere broer Hugo Ticciati (1980) is een internationaal bekende violist die in Zweden zijn basis heeft.